# Tanauan (Batangas)
Tanauan es un municipio filipino de primera clase, perteneciente a la provincia de Batangas, en la isla de Luzón.

## Historia
Fundado en 1584, el pueblo, como el de Salá, quedó destruido por la erupción del volcán Taál que tuvo lugar en 1754. La refundación de ambos se hizo en uno solo, que tomó el nombre de Tanauan. Hacia mediados del siglo XIX, el lugar tenía contabilizada una población de 13 222 habitantes, repartidos en 1090 casas. Aparece descrito en el segundo volumen del Diccionario geográfico, estadístico, histórico de las Islas Filipinas (1851) de Manuel Buzeta Núñez y Felipe Bravo con las siguientes palabras:

TANAUAN: pueblo con cura y gobernadorcillo, en la isla de Luzon, prov. de Batangas, arz. de Manila, sit. en los 124° 48' 30" long. 14° 4' 30" lat., á la orilla derecha del rio de San Lucas en terr. llano y clima templado. Se fundó este pueblo en el año de 1584, sobre la playa de la laguna de su nombre, donde tambien estaba situado el pueblo de Salá. En 1754 cuando reventó el volcan de Taal, quedaron destruidos estos dos pueblos, y reuniéndose en uno solo que tomó el nombre del primero se fundó de nuevo en el sitio que hoy ocupa. Tiene este pueblo unas 1,090 casas, la parroquial y la de comunidad donde está la cárcel. La iglesia parroquial es de buena fábrica, toda de piedra con techo de caña, la sirve un cura regular y se halla bajo la advocacion de San Juan Bautista. Hay una escuela de instruccion primaria para los niños y otra para las niñas, y además algunas otras particulares. El cementerio está fuera de la poblacion muy bien situado y con ventilacion. Comunícase este pueblo con los de Lipa y Santo Tomás por medio de buenos caminos, y recibe de la cab. de la prov. dos corres en la semana. Confina el térm. por N. con el de Santo Tomás, cuyo pueblo dista ½ leg., por S. con el de Lipa, á unas 3 id., por E. con el de San Pablo á 4 id. y por O. con la laguna de Taal ó de Bombon. El terr. es elevado, y tiene buenas llanuras donde se hallan las sementeras. Riégalo el rio de San Lucas, el de Salas y algunos otros que van á desaguar á la laguna. En los montes se crian muchas clases de maderas de ebanistería y construccion, caza mayor y menor y mucha miel y cera. Tiene buenas tierras de pasto donde se cria ganado vacuno, caballar y de cerda. En el terreno cultivado, las producciones son trigo, arroz, maiz, cacao, café, añil, pimienta, algodon, abacá, muchas legumbres y frutas. Ind.: los anturales á mas de la agricultura se dedican tambien á la estraccion de aceite del ajonjolí, beneficio del añil, del algodon: hacen de este y del abacá muchas y hermosas telas, á las que les dan unos tintes de mucha permanencia. Como los naturales hacen este con Manila adonde se llevan en caballerías las producciones espresadas, como tambien á la prov. de la Laguna. pobl. almas 13,222, trib. 2,828.
(Buzeta y Bravo, 1851, pp. 444-445)

En 2020, tenía censados 193 936 habitantes.